# لعبة جيرالد (فلم)
لعبة جيرالد (بالإنجليزية: Gerald's Game) هو فيلم رعب نفسي أمريكي من إخراج مايك فلاناغان سنة 2017، وبطولة كل من كارلا جوجينو وبروس غرينوود.

## القصة
يحكي الفيلم عن زوجة يأخذها زوجها إلى أشبه بمصيف خاص، لقضاء عطلة مختلفة وإنعاش الحياة الجنسية بينهما بطرق مبتكرة، وهنا تكمن لعبة جيرالد، حيث يخطط لتقييد زوجته في السرير لممارسة جنس مختلف معها، لكنها لا تتقبله أبدًا. وبسبب حبوب «الفياجرا» والنزاع الذي يحصل بينهما تحدث جلطة قلبية مفاجئة لجيرالد بينما الزوجة ما تزال مقيدة، وباب الشقة نُسي مفتوحًا.
تصل جيسي وجيرالد إلى منزل بحيرة معزول في فيرهوب، ألاباما، لبعض الوقت. بينما يأخذ جيرالد الفياجرا، تطعم جيسي كلبًا طائشًا بالخارج، ولكن عندما تدخل المنزل مرة أخرى يترك الباب موارباً. تتحول جيسي إلى فستان ليلي جديد، وتضع العلامة على رف فوق السرير، وتمارس وضعيات مثيرة. يأخذ جيرالد الفياجرا الثانية ويترك كوبه من الماء على الرف نفسه. انه يقيد جيسي مع يدي واحدة على كل معصم مقفل على أغطية الفراش. يبدو أنها فوجئت بعض الشيء من هذا، ولكن يسير جنبا إلى جنب. يبدأ بسن خيال اغتصاب غريب، ويطلب منها أن تصرخ طلباً للمساعدة، مع العلم أن أحداً لن يسمع. إنها تلعب بلا قلب، لكنها سرعان ما تصبح غير مريحة، وتطلب منه التوقف والتخلص منها؛ يجيب، «ماذا لو لم أفعل؟» بعد حجة ساخنة حيث اتهمها بعدم محاولة إحياء علاقتها، مات جيرالد بنوبة قلبية، وسقط على الأرض، وترك جيسي في أصفاد.
يدخل الكلب وتحاول جيسي تخويفه، لكنه يعض جزءًا من ذراع جيرالد ويأكله. يقف جيرالد واقفًا في الحديث، لكن جيسي تلاحظ أن جثته ما زالت على الأرض. انه يسخر من جيسي عن حقائق زواجهما المتوترة واختلال وظيفته في الانتصاب. ثم يخبرها بأنها ضاعت ساعات بالفعل ولم تفعل شيئًا، وبدأت تعاني من الجفاف والتعب. جيسي تسحب يدها بأعجوبة من الكفة وتتحرر. إنها تشاؤم إلى جيرالد، ولكن بعد ذلك تستدير وتقول لنفسها، الشخص الذي ما زال محاصرا، إنه من السهل الهروب. تخبر جيرالد وجيسي المطمئنانان ذاتهما أشياء عن نفسها وجيرالد بأنها لم تكن أبدًا لديها الشجاعة للاعتراف بها. يحثونها على تذكر كوب الماء الموجود فوق السرير، والذي تستطيع الوصول إليه ولكن لا يمكنها أن تصل إلى فمها. تذكرها الهلوسة بالعلامة التي وضعتها على الرف، والتي تدحرجت في قش للوصول إلى الماء.
جيسي تغفو، تستيقظ في الظلام، وترى شخصية طويلة مشوهة، غامضة تكشف حقيبة من العظام والحلي المختلفة. تغلق عينيها قائلة، «أنت لست حقيقيًا». لكن يبدو أن جيرالد يقول أن الرقم هو الموت في انتظار اصطحابها. تبدأ جيرالد في استدعاء جيسي «ماوس»، الأمر الذي يزعجها. هذا يثير ذكرى والدها، توم، الذي أشار إليها بحنان باسم «الماوس». تبلغ من العمر 12 عامًا تقضي عطلتها في منزل بحيرة مع أسرتها. يقول يونغ جيسي، فيما يتعلق بمنزل البحيرة، «إنه أصغر بكثير مما أتذكر...». يرد والدها بقولها «هذا أكبر فأنت أكبر». بينما تجلس جيسي ووالدها بمفردهما في الخارج لمشاهدة كسوف شمسي، يقترح أنها تجلس في حضنه، كما فعلت عندما كانت أصغر سناً. مرة واحدة في حضنه، وقال انه يستمني. تستيقظ جيسي المقيدة اليدين من الألم الشديد بسبب انقطاع الدورة الدموية وتشنجها. تشكّ جيرالد وجيسي الواثقة في ادعاءاتها بأنها تعاملت مع ضغوط الحفاظ على هذا السر، وادعاءاتها بأنه لا علاقة لها بزواجها، رغم أنها تزوجت من رجل مثل والدها تمامًا. يضايق جيرالد جيسي عن الرجل المشوه الذي شاهدته، والذي يسميه «الرجل المصنوع من ضوء القمر»، ويشير إلى ما يشتبه في أنه أثر دموي على الأرض. بعد الكسوف، يخبرها والدها أنه يشعر بالخجل مما فعله، ويتلاعب بها إلى الموافقة على عدم إخبار أي شخص.
تتذكر جيسي وهي تقطع يدها في تلك الليلة، عندما ضغطت على زجاج بقوة شديدة عندما سألتها والدتها عن الكسوف. تقوم جيسي البالغة بتحطيم كأس الماء وتقطيع معصمها بطريقة تمكنها من تقشير الجلد، مما يسمح ليدها الدموية بالانزلاق من خلال الكفة. تقوم بسحب السرير إلى المفتاح وفتح يدها الأخرى. إنها تشرب الماء والضمادات نفسها، ولكن بعد ذلك تمر على الأرض بسبب فقدان الدم والتعب. عندما تستيقظ، يكون «الرجل المصنوع من ضوء القمر» في نهاية القاعة، وهي تمنحه خاتم الزواج لحقيبة الحقيبة الخاصة به. لقد وصلت إلى سيارتها وابتعدت، لكنها ترى الرجل مرة أخرى في المقعد الخلفي. تصطدم السيارة بشجرة، لكن الناس من منزل قريب يخرجون.
بعد ستة أشهر، تكتب جيسي خطابًا إلى نفسها البالغة من العمر 12 عامًا، تكافح من أجل الكتابة بيدها التي تحتاج إلى ترقيع الجلد. تصف المبالغ الصوتية والمشاهد كيف تظاهرت بأنها مصابة بفقدان الذاكرة طوال محنة محاصرتها، متجنبة الأسئلة المؤلمة. استخدمت بعض التأمين على الحياة في جيرالد لبدء مؤسسة لضحايا الاعتداء الجنسي. لكن في كل ليلة ما زال «الرجل المصنوع من ضوء القمر» يظهر أمامها وهي تغفو. لم يتم العثور على خاتم زفافها في المنزل، وعلمت من الأخبار أن رجلاً يعاني من ضخامة في الرأس يتسبب في تشوه في رأسه، هو قاتل متسلسل قام بحفر الخبايا وسرقة العظام والمجوهرات، وأكل وجوه الذكور أحيانًا الجثث. هذا ما يفسر لماذا لم يؤذي جيسي في المنزل وكذلك سبب تشويه وجه جيرالد. يصل جيسي إلى المحكمة حيث يتم الحكم على رجل ضوء القمر، ويدعو إلى لفت انتباهه.يقتبس ما قالته قبل مغادرة المنزل، مشيرا إلى أنه كان في الواقع هناك في ذلك الوقت. وهي ترى أيضًا وجه جيرالد وتوم حيث يكون وجهه، وتقول: «أنت أصغر كثيرًا مما أتذكره»، وتنتقل إلى الشارع منتصبة مع أشعة الشمس اللامعة عليها.

## روابط خارجية
مقالات تستعمل روابط فنية بلا صلة مع ويكي بيانات